# 113355 Gessler
Gessler (asteróide 113355) é um asteróide da cintura principal, a 2,6715991 UA. Possui uma excentricidade de 0,0985879 e um período orbital de 1 863,67 dias (5,1 anos).
Gessler tem uma velocidade orbital média de 17,30090409 km/s e uma inclinação de 9,50223º.
Este asteróide foi descoberto em 14 de Setembro de 2002 por Robert Matson.